# Палата представителей Египта
Палата представителей (араб. مجلس النواب‎) — законодательный орган, нижняя палата двухпалатного парламента Арабской Республики Египет. Состоит из 596 представителей, избираемых на 5 лет.
Парламент располагается в Каире. В качестве законодательного органа Парламент принимает законы, утверждает общую политику государства, общие планы экономического и социального развития, общий бюджет государства, контролирует работу Правительства и имеет полномочия голосовать за отставку Президента Республики или сместить правительство и премьер-министра с помощью вотума недоверия.
Палата может потребовать отставки кабинета. По этой причине премьер-министр Египта и его кабинет обязательно принадлежат к доминирующей партии или парламентской коалиции.

## История
До Египетской революции Народное собрание (нижняя палата) имело очень мало власти. В ней доминировала Национально-демократическая партия президента Мубарака, и существенного противодействия его решениям фактически не было.
Выборы в новый однопалатный парламент прошли в 2015 году согласно новой конституции, принятой на референдуме в 2014 году. Палата представителей — продолжательница двухпалатного парламента Египта. Палата состоит из 596 депутатов, из которых 448 избираются по системе индивидуальных кандидатов, 120 избираются по партийным спискам (с квотами для молодежи, женщин, христиан и рабочих) и 28 назначаются президентом. 
После поправок, одобренных в 2019 году на конституционном референдуме, парламент вновь становится двухпалатным (вводится верхняя палата Сенат). Изменения в Статье № 102 уменьшают число членов нижней палаты с 596 до 450, при этом как минимум 112 мест резервировалось для женщин. Выборы в парламент состоялись в конце 2020 года.